# Sobir Odilov
Sobir Rahimovich Odilov (russisch Одилов Собир Раҳимович, * 1. März 1932 in Taschkent; † 18. Juli 2002 ebenda) war ein usbekisch-sowjetischer Architekt. Er war „Chefarchitekt von Taschkent“ (1970–1986).

## Leben

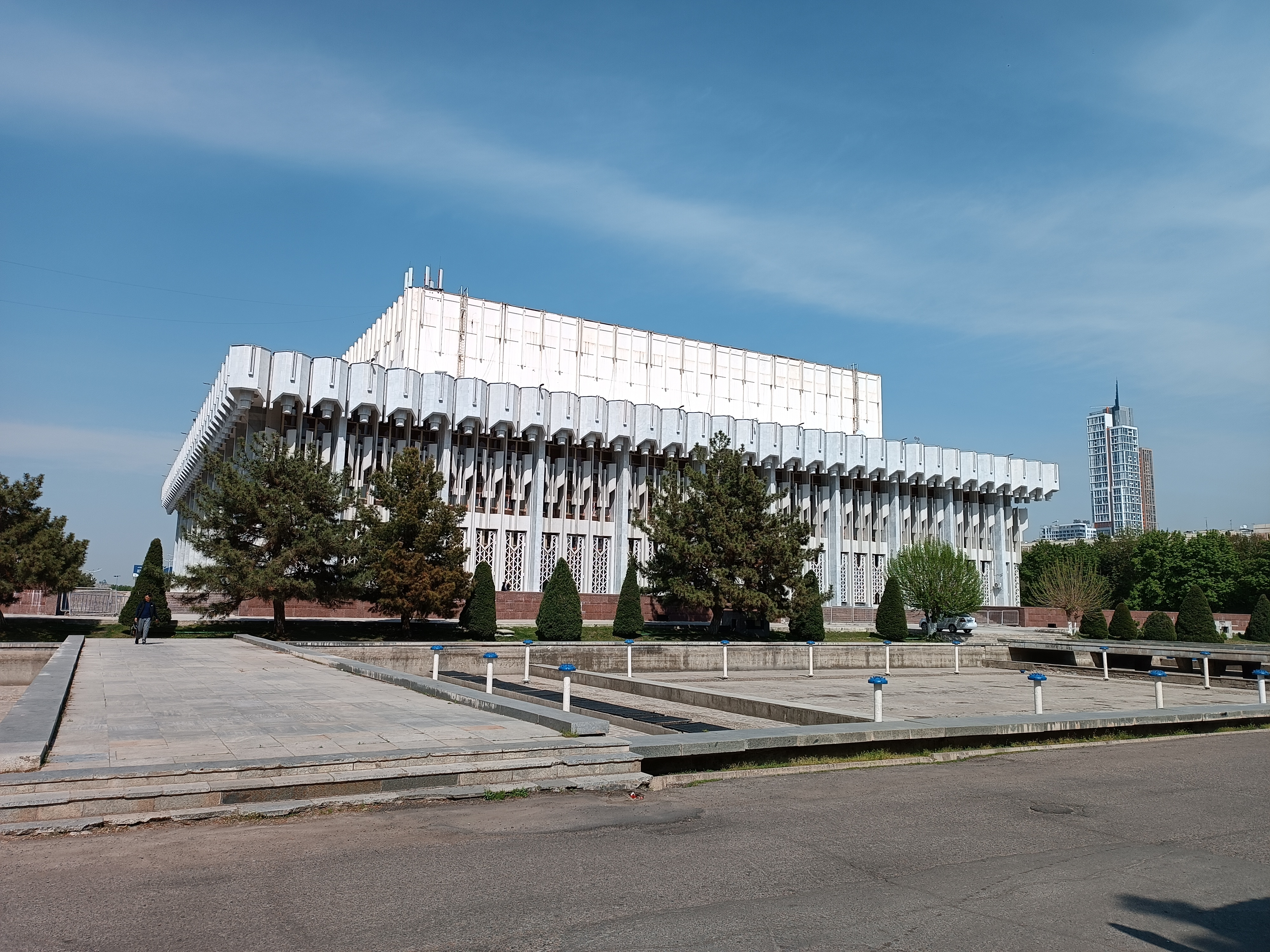
Palast der Völkerfreundschaft, Taschkent

Nach seinem Abschluss an der Architekturfakultät des Zentralasiatischen Polytechnischen Instituts in Taschkent (heute Taschkenter Staatlichen Technischen Universität) im Jahr 1955 arbeitete er als Chefarchitekt von Olmaliq (1955–1961) und für die Provinz Taschkent in Usbekistan (1962–1966), dann als Chefarchitekt von Taschkent (1970–1984, 1990–1991), Stellvertretender Vorsitzender des Bauausschusses der Usbekischen Sozialistischen Sowjetrepublik (1975–1985, 1990–1991) und als Abteilungsleiter (1986) beziehungsweise Direktor (1989) des usbekischen Forschungs- und Designinstituts für die Restaurierung von Kulturdenkmälern.
Er war Planer und Co-Planer von Entwicklungsprojekten für das Zentrum von Taschkent, Andijon und Jizzax (1970, 1980) und für mehr als 80 Wohnentwicklungsprojekte und Denkmäler in Usbekistan, insbesondere:
- Palastes der Freundschaft der Völker „Wladimir Iljitsch Lenin“ (1977) (heute Palast der Völkerfreundschaft)
- Gebäude des Obersten Rates der Usbekischen SSR (1979)
- der architektonische Teil des Denkmals für Wladimir Iljitsch Lenin auf dem zentralen Platz von Taschkent (1974), für Juri Alexejewitsch Gagarin (1979) und andere in Taschkent.[2]

Er war Leiter der Architektenteams für alle Stationen der Metro Taschkent.
Er starb am 18. Juli 2002 in Taschkent.

## Ehrungen
- Verdienter Erbauer der Usbekischen SSR (1967)
- Verdienter Architekt des Volkes der UdSSR (1981)
- Staatspreis der UdSSR (1975) – für die architektonische und planerische Lösung für das Zentrum von Taschkent
- Orden der Völkerfreundschaft